# Wapen van Bergum

Het wapen van Bergum

Het wapen van Bergum (Fries: Het wapen van Burgum) is het heraldische wapen van de Friese plaats Bergum (sinds 1987 is de Friese naam Burgum de officiële). Op 22 november 1984 werd het wapen door de gemeenteraad van Tietjerksteradeel vastgesteld.

## Beschrijving
De officiële blazoenering luidt in het Fries als volgt:
Yn goud in krús fan blau, mei yn it hert van it krús in fisk fan sulver; yn it earste kertier in jachthoarn fan swart mei in reade koarde, yn it twadde kertier in út 'e grûn skuorde beam fan grien.
de Nederlandse vertaling luidt als volgt:
In goud een kruis van blauw, met in het hart van het kruis een vis van zilver; in het eerste kwartier een jachthoorn van zwart met een rood koord, in het tweede kwartier een van de bodem gescheurde boom van groen.
De heraldische kleuren zijn: azuur (blauw), goud (geel), keel (rood), sinopel (groen), sabel (zwart)    en zilver.

## Symboliek
De hoorn komt voor in wapens van diverse adellijke families die in Bergum woonden. De boom verwijst naar de bosrijke omgeving en het economisch belang van de bomen. Het blauwe kruis verwijst tegelijk naar het voormalige Augustinerklooster en de ligging van het dorp aan een kruising van waterwegen. Ten slotte verwijst de vis naar de lokale visserij, maar is ook het christelijke symbool voor Christus.

## Vergelijkbare wapens

Het wapen van Tietjerksteradeel
Het wapen van Hardegarijp
Het wapen van Oudkerk

## Zie ook

Vlag van Bergum